# William Wood (wioślarz)
William "Bill" Wood (ur. 6 stycznia 1899 w Winnipeg, zm. 2 października 1969 w Vancouver) – kanadyjski wioślarz, srebrny medalista olimpijski.
Wystąpił na igrzyskach olimpijskich w Paryżu w 1924, gdzie Kanadyjczycy w składzie: Archibald Black, George MacKay, Colin Finlayson i William Wood zdobyli srebrny medal w czwórkach bez sternika. W wyścigu finałowym o 4,4 sekundy przegrali z Brytyjczykami. Był to jego jedyny start olimpijski.